# 座舱增压控制系统
座舱增压控制系统(Cabin pressure control system)其主要用途是维持客舱压力和客舱压力变化速率在人体生理要求内，并保证飞机结构的安全。

## 组成
座舱压力控制系统由座舱压力控制组件、数字式座舱压力控制器(CPC)、溢流活门和机外排气活门四个系统组成。座舱压力释放系统是其中的一个失效安全系统，它包括两个正压释压活门和一个负压释压活门，如果增压控制系统失效或出现问题，它可以紧急释放掉客舱的压力以保护飞机结构免受过压和负压的破坏。